# ستيف غراهام
ستيف غراهام (بالإنجليزية: Steve Graham)‏ هو مدرب رياضي أسترالي، ولد في 23 يناير 1962.